# 聖伊西德羅 (聖克魯斯省)
聖伊西德羅是玻利維亞的城鎮，位於該國中部，由聖克魯斯省負責管轄，距離首府聖克魯斯223公里，海拔高度1,577米，每年平均降雨量約500毫米，2010年人口2,088。
18°02′38″S 64°25′53″W / 18.0439°S 64.4314°W